# WTA Tour 2007
WTA Tour 2007 – sezon profesjonalnych kobiecych turniejów tenisowych organizowanych przez Women’s Tennis Association w 2007 roku. WTA Tour 2007 obejmuje turnieje wielkoszlemowe (organizowane przez ITF), turnieje kategorii I-IV, Puchar Federacji (organizowane przez ITF) oraz mistrzostwa WTA Finals.

## Klasyfikacja turniejów
| Wielki Szlem     |
| Turniej Mistrzyń |
| Kategoria I      |
| Kategoria II     |
| Kategoria III    |
| Kategoria IV     |

## Styczeń
| Data        | Turniej                                                        | Zwyciężczynie                     | Wynik            | Finalistki                        | Półfinalistki                        | Ćwierćfinalistki                                              |
| ----------- | -------------------------------------------------------------- | --------------------------------- | ---------------- | --------------------------------- | ------------------------------------ | ------------------------------------------------------------- |
| 1 stycznia  | Mondial Australian Women’s Hardcourts Gold Coast kategoria III | Dinara Safina                     | 6:3, 3:6, 7:5    | Martina Hingis                    | Tathiana Garbin Szachar Pe’er        | Catalina Castaño Jelena Wiesnina Ana Ivanović Samantha Stosur |
| 1 stycznia  | Mondial Australian Women’s Hardcourts Gold Coast kategoria III | Dinara Safina Katarina Srebotnik  | 6:3, 6:4         | Iveta Benešová Galina Woskobojewa | Tathiana Garbin Szachar Pe’er        | Catalina Castaño Jelena Wiesnina Ana Ivanović Samantha Stosur |
| 1 stycznia  | ASB Classic Auckland kategoria IV                              | Jelena Janković                   | 7:6(9), 5:7, 6:3 | Wiera Zwonariowa                  | Camille Pin Jill Craybas             | Eleni Daniilidu Émilie Loit Virginie Razzano Paola Suárez     |
| 1 stycznia  | ASB Classic Auckland kategoria IV                              | Janette Husárová Paola Suárez     | 6:0, 6:2         | Hsieh Su-wei Shikha Uberoi        | Camille Pin Jill Craybas             | Eleni Daniilidu Émilie Loit Virginie Razzano Paola Suárez     |
| 8 stycznia  | Medibank International Sydney kategoria II                     | Kim Clijsters                     | 4:6, 7:6(1), 6:4 | Jelena Janković                   | Nicole Vaidišová Li Na               | Amélie Mauresmo Ana Ivanović Szachar Pe’er Katarina Srebotnik |
| 8 stycznia  | Medibank International Sydney kategoria II                     | A.-L. Grönefeld M. Shaughnessy    | 6:3, 3:6, 7:6(2) | Marion Bartoli Meilen Tu          | Nicole Vaidišová Li Na               | Amélie Mauresmo Ana Ivanović Szachar Pe’er Katarina Srebotnik |
| 8 stycznia  | Moorilla Hobart International Hobart kategoria IV              | Anna Czakwetadze                  | 6:3, 7:6(3)      | Wasilisa Bardina                  | Sania Mirza Sybille Bammer           | Zheng Jie Alicia Molik Catalina Castaño Serena Williams       |
| 8 stycznia  | Moorilla Hobart International Hobart kategoria IV              | Jelena Lichowcewa Jelena Wiesnina | 2:6, 6:1, 6:2    | Anabel Medina Virginia Ruano      | Sania Mirza Sybille Bammer           | Zheng Jie Alicia Molik Catalina Castaño Serena Williams       |
| 15 stycznia | Australian Open Melbourne Wielki Szlem                         | Serena Williams                   | 6:1, 6:2         | Marija Szarapowa                  | Kim Clijsters Nicole Vaidišová       | Anna Czakwetadze Martina Hingis Szachar Pe’er Lucie Šafářová  |
| 15 stycznia | Australian Open Melbourne Wielki Szlem                         | Cara Black Liezel Huber           | 6:4, 6:7(4), 6:1 | Chan Yung-jan Chuang Chia-jung    | Kim Clijsters Nicole Vaidišová       | Anna Czakwetadze Martina Hingis Szachar Pe’er Lucie Šafářová  |
| 29 stycznia | Toray Pan Pacific Open Tokio kategoria I                       | Martina Hingis                    | 6:4, 6:2         | Ana Ivanović                      | Marija Szarapowa Jelena Diemientjewa | Ai Sugiyama Jelena Janković Roberta Vinci Samantha Stosur     |
| 29 stycznia | Toray Pan Pacific Open Tokio kategoria I                       | Lisa Raymond Samantha Stosur      | 7:6(6), 3:6, 7:5 | Vania King Rennae Stubbs          | Marija Szarapowa Jelena Diemientjewa | Ai Sugiyama Jelena Janković Roberta Vinci Samantha Stosur     |

## Luty
| Data      | Turniej                                                                              | Zwyciężczynie                       | Wynik                  | Finalistki                              | Półfinalistki                      | Ćwierćfinalistki                                                      |
| --------- | ------------------------------------------------------------------------------------ | ----------------------------------- | ---------------------- | --------------------------------------- | ---------------------------------- | --------------------------------------------------------------------- |
| 5 lutego  | Open Gaz de France Paryż kategoria II                                                | Nadieżda Pietrowa                   | 4:6, 6:1, 6:4          | Lucie Šafářová                          | Justine Henin Amélie Mauresmo      | Tatiana Golovin Swieta Kuzniecowa Dinara Safina Anna Czakwetadze      |
| 5 lutego  | Open Gaz de France Paryż kategoria II                                                | Cara Black Liezel Huber             | 6:2, 6:0               | Gabriela Navrátilová Vladimíra Uhlířová | Justine Henin Amélie Mauresmo      | Tatiana Golovin Swieta Kuzniecowa Dinara Safina Anna Czakwetadze      |
| 5 lutego  | Pattaya Women’s Open Pattaya kategoria IV                                            | Sybille Bammer                      | 7:5, 3:6, 7:5          | Gisela Dulko                            | Peng Shuai Sania Mirza             | Martina Suchá Cippora Obziler Mara Santangelo Nicole Pratt            |
| 5 lutego  | Pattaya Women’s Open Pattaya kategoria IV                                            | Nicole Pratt Mara Santangelo        | 6:4, 7:6(4)            | Chan Yung-jan Chuang Chia-jung          | Peng Shuai Sania Mirza             | Martina Suchá Cippora Obziler Mara Santangelo Nicole Pratt            |
| 12 lutego | Proximus Diamond Games Antwerpia kategoria II                                        | Amélie Mauresmo                     | 6:4, 7:6(4)            | Kim Clijsters                           | Tatiana Golovin Anna Czakwetadze   | Dinara Safina Nadia Pietrowa Jelena Lichowcewa Ana Ivanović           |
| 12 lutego | Proximus Diamond Games Antwerpia kategoria II                                        | Cara Black Liezel Huber             | 7:5, 4:6, 6:1          | Jelena Lichowcewa Jelena Wiesnina       | Tatiana Golovin Anna Czakwetadze   | Dinara Safina Nadia Pietrowa Jelena Lichowcewa Ana Ivanović           |
| 12 lutego | Sony Ericsson International Bangalore kategoria III                                  | Jarosława Szwiedowa                 | 6:4, 6:4               | Mara Santangelo                         | Olha Sawczuk Cippora Obziler       | Yurika Sema Jelena K. Tošić Melinda Czink Sania Mirza                 |
| 12 lutego | Sony Ericsson International Bangalore kategoria III                                  | Chan Yung-jan Chuang Chia-jung      | 6:7(4), 6:2, 11:9      | Hsieh Su-wei Ałła Kudriawcewa           | Olha Sawczuk Cippora Obziler       | Yurika Sema Jelena K. Tošić Melinda Czink Sania Mirza                 |
| 19 lutego | Dubai Tennis Championships Dubaj kategoria II                                        | Justine Henin                       | 6:4, 7:5               | Amélie Mauresmo                         | Swieta Kuzniecowa Jelena Janković  | Eleni Daniilidu Patty Schnyder Martina Hingis Daniela Hantuchová      |
| 19 lutego | Dubai Tennis Championships Dubaj kategoria II                                        | Cara Black Liezel Huber             | 7:6(6), 6:4            | Swieta Kuzniecowa Alicia Molik          | Swieta Kuzniecowa Jelena Janković  | Eleni Daniilidu Patty Schnyder Martina Hingis Daniela Hantuchová      |
| 19 lutego | Regions Morgan Keegan Championships and the Cellular South Cup Memphis kategoria III | Venus Williams                      | 6:1, 6:1               | Szachar Pe’er                           | Raluca Olaru Meilen Tu             | Bethanie Mattek Sofia Arvidsson Samantha Stosur Laura Granville       |
| 19 lutego | Regions Morgan Keegan Championships and the Cellular South Cup Memphis kategoria III | Nicole Pratt Bryanne Stewart        | 7:5, 4:6, 10:5         | Jarmila Gajdošová Akiko Morigami        | Raluca Olaru Meilen Tu             | Bethanie Mattek Sofia Arvidsson Samantha Stosur Laura Granville       |
| 19 lutego | Copa Colsanitas Santander Bogotá kategoria III                                       | Roberta Vinci                       | 6:7(4), 6:4, 0:3 krecz | Tathiana Garbin                         | Lourdes D. Lino Flavia Pennetta    | Barbora Záhlavová Klára Zakopalová Émilie Loit Nathalie Viérin        |
| 19 lutego | Copa Colsanitas Santander Bogotá kategoria III                                       | Lourdes D. Lino Paola Suárez        | 1:6, 6:3, 11:9         | Flavia Pennetta Roberta Vinci           | Lourdes D. Lino Flavia Pennetta    | Barbora Záhlavová Klára Zakopalová Émilie Loit Nathalie Viérin        |
| 26 lutego | Qatar Total Open Doha kategoria II                                                   | Justine Henin                       | 6:4, 6:2               | Swieta Kuzniecowa                       | Jelena Janković Daniela Hantuchová | Patty Schnyder Kateryna Bondarenko Martina Hingis Francesca Schiavone |
| 26 lutego | Qatar Total Open Doha kategoria II                                                   | Martina Hingis Marija Kirilenko     | 6:1, 6:1               | Ágnes Szávay Vladimíra Uhlířová         | Jelena Janković Daniela Hantuchová | Patty Schnyder Kateryna Bondarenko Martina Hingis Francesca Schiavone |
| 26 lutego | Abierto Mexicano TELCEL Acapulco kategoria III                                       | Émilie Loit                         | 6:4, 6:2               | Flavia Pennetta                         | Julia Schruff Sara Errani          | Melissa T. Sandoval Gisela Dulko Alizé Cornet Tathiana Garbin         |
| 26 lutego | Abierto Mexicano TELCEL Acapulco kategoria III                                       | Lourdes D. Lino Arantxa P. Santonja | 6:3, 6:3               | Émilie Loit Nicole Pratt                | Julia Schruff Sara Errani          | Melissa T. Sandoval Gisela Dulko Alizé Cornet Tathiana Garbin         |

## Marzec
| Data     | Turniej                                    | Zwyciężczynie                | Wynik          | Finalistki                     | Półfinalistki                  | Ćwierćfinalistki                                                |
| -------- | ------------------------------------------ | ---------------------------- | -------------- | ------------------------------ | ------------------------------ | --------------------------------------------------------------- |
| 5 marca  | Pacific Life Open Indian Wells kategoria I | Daniela Hantuchová           | 6:3, 6:4       | Swieta Kuzniecowa              | Li Na Sybille Bammer           | Tatiana Golovin Nicole Vaidišová Wiera Zwonariowa Szachar Pe’er |
| 5 marca  | Pacific Life Open Indian Wells kategoria I | Lisa Raymond Samantha Stosur | 6:3, 7:5       | Chan Yung-jan Chuang Chia-jung | Li Na Sybille Bammer           | Tatiana Golovin Nicole Vaidišová Wiera Zwonariowa Szachar Pe’er |
| 19 marca | Sony Ericsson Open Miami kategoria I       | Serena Williams              | 0:6, 7:5, 6:3  | Justine Henin                  | Szachar Pe’er Anna Czakwetadze | Tathiana Garbin Nicole Vaidišová Li Na Nadieżda Pietrowa        |
| 19 marca | Sony Ericsson Open Miami kategoria I       | Lisa Raymond Samantha Stosur | 6:4, 3:6, 10:2 | Cara Black Liezel Huber        | Szachar Pe’er Anna Czakwetadze | Tathiana Garbin Nicole Vaidišová Li Na Nadieżda Pietrowa        |

## Kwiecień
| Data        | Turniej                                                   | Zwyciężczynie                      | Wynik            | Finalistki                          | Półfinalistki                     | Ćwierćfinalistki                                                    |
| ----------- | --------------------------------------------------------- | ---------------------------------- | ---------------- | ----------------------------------- | --------------------------------- | ------------------------------------------------------------------- |
| 2 kwietnia  | Bausch & Lomb Championships Amelia Island kategoria II    | Tatiana Golovin                    | 6:2, 6:1         | Nadieżda Pietrowa                   | Ana Ivanović Sybille Bammer       | Venus Williams Jelena Janković Dinara Safina Daniela Hantuchová     |
| 2 kwietnia  | Bausch & Lomb Championships Amelia Island kategoria II    | Mara Santangelo Katarina Srebotnik | 6:3, 7:6(4)      | Anabel Medina Virginia Ruano        | Ana Ivanović Sybille Bammer       | Venus Williams Jelena Janković Dinara Safina Daniela Hantuchová     |
| 9 kwietnia  | Family Circle Cup Charleston kategoria I                  | Jelena Janković                    | 0:6, 7:5, 6:3    | Dinara Safina                       | Venus Williams Wiera Zwonariowa   | Michaëlla Krajicek Tatiana Golovin Katarina Srebotnik Anabel Medina |
| 9 kwietnia  | Family Circle Cup Charleston kategoria I                  | Yan Zi Zheng Jie                   | 7:5, 6:0         | Peng Shuai Sun Tiantian             | Venus Williams Wiera Zwonariowa   | Michaëlla Krajicek Tatiana Golovin Katarina Srebotnik Anabel Medina |
| 23 kwietnia | Gaz de France Budapest Grand Prix Budapeszt kategoria III | Gisela Dulko                       | 6:7(2), 6:2, 6:2 | Sorana Cîrstea                      | Karin Knapp Ágnes Szávay          | Olha Sawczuk Émilie Loit Anne Kremer Eleni Daniilidu                |
| 23 kwietnia | Gaz de France Budapest Grand Prix Budapeszt kategoria III | Ágnes Szávay Vladimíra Uhlířová    | 7:5, 6:2         | Martina Müller Gabriela Navrátilová | Karin Knapp Ágnes Szávay          | Olha Sawczuk Émilie Loit Anne Kremer Eleni Daniilidu                |
| 30 kwietnia | J&S Cup Warszawa kategoria II                             | Justine Henin                      | 6:1, 6:3         | Alona Bondarenko                    | Jelena Janković Swieta Kuzniecowa | Mara Santangelo Anna Czakwetadze Venus Williams Julija Wakułenko    |
| 30 kwietnia | J&S Cup Warszawa kategoria II                             | Wiera Duszewina Tetiana Perebyjnis | 7:5, 3:6, 10:2   | Jelena Lichowcewa Jelena Wiesnina   | Jelena Janković Swieta Kuzniecowa | Mara Santangelo Anna Czakwetadze Venus Williams Julija Wakułenko    |
| 30 kwietnia | Estoril Open Estoril kategoria IV                         | Gréta Arn                          | 2:6, 6:1, 7:6(3) | Wiktoryja Azaranka                  | Nuria Llagostera Lucie Šafářová   | Marion Bartoli Sofia Arvidsson Lourdes D. Lino Gisela Dulko         |
| 30 kwietnia | Estoril Open Estoril kategoria IV                         | Andreea Ehritt-Vanc An. Rodionowa  | 6:3, 6:2         | Lourdes D. Lino Arantxa Parra       | Nuria Llagostera Lucie Šafářová   | Marion Bartoli Sofia Arvidsson Lourdes D. Lino Gisela Dulko         |

## Maj
| Data    | Turniej                                              | Zwyciężczynie                     | Wynik             | Finalistki                        | Półfinalistki                       | Ćwierćfinalistki                                                    |
| ------- | ---------------------------------------------------- | --------------------------------- | ----------------- | --------------------------------- | ----------------------------------- | ------------------------------------------------------------------- |
| 7 maja  | Qatar Telecom German Open Berlin kategoria I         | Ana Ivanović                      | 3:6, 6:4, 7:6(4)  | Swieta Kuzniecowa                 | Julija Wakułenko Justine Henin      | Nadieżda Pietrowa Patty Schnyder Dinara Safina Jelena Janković      |
| 7 maja  | Qatar Telecom German Open Berlin kategoria I         | Lisa Raymond Samantha Stosur      | 6:3, 6:4          | Tathiana Garbin Roberta Vinci     | Julija Wakułenko Justine Henin      | Nadieżda Pietrowa Patty Schnyder Dinara Safina Jelena Janković      |
| 7 maja  | ECM Prague Open Praga kategoria IV                   | Akiko Morigami                    | 6:1, 6:3          | Marion Bartoli                    | Klára Zakopalová Wiktoryja Azaranka | Dominika Cibulková Jarmila Gajdošová Camille Pin Julia Schruff      |
| 7 maja  | ECM Prague Open Praga kategoria IV                   | Andrea Hlaváčková Petra Cetkovská | 7:6(7), 6:2       | Ji Chunmei Sun Shengnan           | Klára Zakopalová Wiktoryja Azaranka | Dominika Cibulková Jarmila Gajdošová Camille Pin Julia Schruff      |
| 14 maja | Internazionali BNL d’Italia Rzym kategoria I         | Jelena Janković                   | 7:5, 6:1          | Swieta Kuzniecowa                 | Patty Schnyder Daniela Hantuchová   | Jelena Diemientjewa Serena Williams Dinara Safina Anabel Medina     |
| 14 maja | Internazionali BNL d’Italia Rzym kategoria I         | Nathalie Dechy Mara Santangelo    | 6:4, 6:1          | Tathiana Garbin Roberta Vinci     | Patty Schnyder Daniela Hantuchová   | Jelena Diemientjewa Serena Williams Dinara Safina Anabel Medina     |
| 14 maja | GP de SAR La Princesse Lalla Meryem Fez kategoria IV | Milagros Sequera                  | 6:1, 6:3          | Aleksandra Wozniak                | María Emilia Salerni Raluca Olaru   | Alizé Cornet Camille Pin Sandra Klösel Caroline Wozniacki           |
| 14 maja | GP de SAR La Princesse Lalla Meryem Fez kategoria IV | Vania King Sania Mirza            | 6:1, 6:2          | An. Rodionowa Andreea Ehritt-Vanc | María Emilia Salerni Raluca Olaru   | Alizé Cornet Camille Pin Sandra Klösel Caroline Wozniacki           |
| 21 maja | Internationaux de Strasbourg Strasburg kategoria III | Anabel Medina                     | 6:4, 4:6, 6:4     | Amélie Mauresmo                   | Marion Bartoli Jelena Janković      | Émilie Loit Maria Elena Camerin Li Na Jelena Wiesnina               |
| 21 maja | Internationaux de Strasbourg Strasburg kategoria III | Yan Zi Zheng Jie                  | 6:3, 6:4          | Alicia Molik Sun Tiantian         | Marion Bartoli Jelena Janković      | Émilie Loit Maria Elena Camerin Li Na Jelena Wiesnina               |
| 21 maja | Istanbul Cup Stambuł kategoria III                   | Jelena Diemientjewa               | 7:6(5), 3:0 krecz | Aravane Rezaï                     | Marija Szarapowa Alona Bondarenko   | Ag. Radwańska Catalina Castaño Patty Schnyder M. Shaughnessy        |
| 21 maja | Istanbul Cup Stambuł kategoria III                   | Ag. Radwańska Urszula Radwańska   | 6:1, 6:3          | Chan Yung-jan Sania Mirza         | Marija Szarapowa Alona Bondarenko   | Ag. Radwańska Catalina Castaño Patty Schnyder M. Shaughnessy        |
| 28 maja | Roland Garros Paryż Wielki Szlem                     | Justine Henin                     | 6:1, 6:2          | Ana Ivanović                      | Marija Szarapowa Jelena Janković    | Serena Williams Swieta Kuzniecowa Anna Czakwetadze Nicole Vaidišová |
| 28 maja | Roland Garros Paryż Wielki Szlem                     | Alicia Molik M. Santangelo        | 7:6(5), 6:4       | Katarina Srebotnik Ai Sugiyama    | Marija Szarapowa Jelena Janković    | Serena Williams Swieta Kuzniecowa Anna Czakwetadze Nicole Vaidišová |

## Czerwiec
| Data       | Turniej                                            | Zwyciężczynie                      | Wynik               | Finalistki                      | Półfinalistki                    | Ćwierćfinalistki                                                      |
| ---------- | -------------------------------------------------- | ---------------------------------- | ------------------- | ------------------------------- | -------------------------------- | --------------------------------------------------------------------- |
| 11 czerwca | DFS Classic Birmingham kategoria III               | Jelena Janković                    | 4:6, 6:3, 7:5       | Marija Szarapowa                | Marion Bartoli Mara Santangelo   | Jelena Lichowcewa Alona Bondarenko Li Na Daniela Hantuchová           |
| 11 czerwca | DFS Classic Birmingham kategoria III               | Chan Yung-jan Chuang Chia-jung     | 7:6(3), 6:3         | Sun Tiantian Meilen Tu          | Marion Bartoli Mara Santangelo   | Jelena Lichowcewa Alona Bondarenko Li Na Daniela Hantuchová           |
| 11 czerwca | Barcelona KIA Barcelona kategoria IV               | M. Shaughnessy                     | 6:3, 6:2            | Edina Gallovits                 | Flavia Pennetta Virginie Razzano | A. Kudriawcewa Kaia Kanepi Émilie Loit Ágnes Szávay                   |
| 11 czerwca | Barcelona KIA Barcelona kategoria IV               | Nuria L. Vives Arantxa P. Santonja | 7:6(3), 2:6, 12:10  | Lourdes D. Lino Flavia Pennetta | Flavia Pennetta Virginie Razzano | A. Kudriawcewa Kaia Kanepi Émilie Loit Ágnes Szávay                   |
| 18 czerwca | Ordina Open ’s-Hertogenbosch kategoria III         | Anna Czakwetadze                   | 7:6(2), 3:6, 6:3    | Jelena Janković                 | Dinara Safina Daniela Hantuchová | Flavia Pennetta Alona Bondarenko Angelique Kerber Ana Ivanović        |
| 18 czerwca | Ordina Open ’s-Hertogenbosch kategoria III         | Chan Yung-jan Chuang Chia-jung     | 7:5, 6:2            | Anabel Medina Virginia Ruano    | Dinara Safina Daniela Hantuchová | Flavia Pennetta Alona Bondarenko Angelique Kerber Ana Ivanović        |
| 18 czerwca | International Women’s Open Eastbourne kategoria II | Justine Henin                      | 7:5, 6:7(4), 7:6(2) | Amélie Mauresmo                 | Marion Bartoli Nadieżda Pietrowa | Nicole Vaidišová Jelena Diemientjewa Sybille Bammer Szachar Pe’er     |
| 18 czerwca | International Women’s Open Eastbourne kategoria II | Lisa Raymond Samantha Stosur       | 6:7(5), 6:4, 6:3    | Květa Peschke Rennae Stubbs     | Marion Bartoli Nadieżda Pietrowa | Nicole Vaidišová Jelena Diemientjewa Sybille Bammer Szachar Pe’er     |
| 25 czerwca | Wimbledon Londyn Wielki Szlem                      | Venus Williams                     | 6:4, 6:1            | Marion Bartoli                  | Justine Henin Ana Ivanović       | Swieta Kuzniecowa Michaëlla Krajicek Nicole Vaidišová Serena Williams |
| 25 czerwca | Wimbledon Londyn Wielki Szlem                      | Cara Black Liezel Huber            | 3:6, 6:3, 6:2       | Katarina Srebotnik Ai Sugiyama  | Justine Henin Ana Ivanović       | Swieta Kuzniecowa Michaëlla Krajicek Nicole Vaidišová Serena Williams |

## Lipiec
| Data     | Turniej                                                                  | Zwyciężczynie                           | Wynik              | Finalistki                          | Półfinalistki                        | Ćwierćfinalistki                                                 |
| -------- | ------------------------------------------------------------------------ | --------------------------------------- | ------------------ | ----------------------------------- | ------------------------------------ | ---------------------------------------------------------------- |
| 16 lipca | Western & Southern Financial Group Women’s Open Cincinnati kategoria III | Anna Czakwetadze                        | 6:1, 6:3           | Akiko Morigami                      | Sania Mirza A. Amanmuradova          | Jelena Wiesnina Wolha Hawarcowa Lilia Osterloh Patty Schnyder    |
| 16 lipca | Western & Southern Financial Group Women’s Open Cincinnati kategoria III | Bethanie Mattek Sania Mirza             | 7:6(4), 7:5        | Alina Żydkowa Tacciana Puczak       | Sania Mirza A. Amanmuradova          | Jelena Wiesnina Wolha Hawarcowa Lilia Osterloh Patty Schnyder    |
| 16 lipca | Internazionali Femminili di Tennis di Palermo Palermo kategoria IV       | Ágnes Szávay                            | 6:0, 6:1           | Martina Müller                      | Sara Errani Karin Knapp              | L. Domínguez A. Radwańska Émilie Loit Flavia Pennetta            |
| 16 lipca | Internazionali Femminili di Tennis di Palermo Palermo kategoria IV       | Marija Korytcewa Darja Kustawa          | 7:6(3), 2:6, 12:10 | Alice Canepa Karin Knapp            | Sara Errani Karin Knapp              | L. Domínguez A. Radwańska Émilie Loit Flavia Pennetta            |
| 23 lipca | Bank of the West Classic Stanford kategoria II                           | Anna Czakwetadze                        | 6:3, 6:2           | Sania Mirza                         | Daniela Hantuchová Sybille Bammer    | Katarina Srebotnik Wolha Hawarcowa Patty Schnyder Lilia Osterloh |
| 23 lipca | Bank of the West Classic Stanford kategoria II                           | Sania Mirza Szachar Pe’er               | 6:4, 7:6(5)        | Wiktoryja Azaranka Anna Czakwetadze | Daniela Hantuchová Sybille Bammer    | Katarina Srebotnik Wolha Hawarcowa Patty Schnyder Lilia Osterloh |
| 23 lipca | Gastein Ladies Bad Gastein kategoria III                                 | F. Schiavone                            | 6:1, 6:4           | Yvonne Meusburger                   | Kaia Kanepi Karin Knapp              | Lourdes D. Lino María J.M. Sánchez Renata Voráčová Ágnes Szávay  |
| 23 lipca | Gastein Ladies Bad Gastein kategoria III                                 | Lucie Hradecká Renata Voráčová          | 6:3, 7:5           | Ágnes Szávay Vladimíra Uhlířová     | Kaia Kanepi Karin Knapp              | Lourdes D. Lino María J.M. Sánchez Renata Voráčová Ágnes Szávay  |
| 30 lipca | Acura Classic San Diego kategoria I                                      | Marija Szarapowa                        | 6:2, 3:6, 6:0      | Patty Schnyder                      | Anna Czakwetadze Jelena Diemientjewa | Venus Williams Sania Mirza Nadieżda Pietrowa Marija Kirilenko    |
| 30 lipca | Acura Classic San Diego kategoria I                                      | Cara Black Liezel Huber                 | 7:5, 6:4           | Anna Czakwetadze Wiktoryja Azaranka | Anna Czakwetadze Jelena Diemientjewa | Venus Williams Sania Mirza Nadieżda Pietrowa Marija Kirilenko    |
| 30 lipca | Nordea Nordic Light Open Sztokholm kategoria IV                          | A. Radwańska                            | 6:1, 6:1           | Wiera Duszewina                     | Julia Georges Cwetana Pironkowa      | Dominika Cibulková Émilie Loit S. Cohen-Aloro Caroline Wozniacki |
| 30 lipca | Nordea Nordic Light Open Sztokholm kategoria IV                          | Anabel M. Garrigues Virginia R. Pascual | 6:1, 5:7, 10-6     | Chan Chin-wei Tetiana Łużanśka      | Julia Georges Cwetana Pironkowa      | Dominika Cibulková Émilie Loit S. Cohen-Aloro Caroline Wozniacki |

## Sierpień
| Data        | Turniej                                                    | Zwyciężczynie                      | Wynik          | Finalistki                     | Półfinalistki                       | Ćwierćfinalistki                                                         |
| ----------- | ---------------------------------------------------------- | ---------------------------------- | -------------- | ------------------------------ | ----------------------------------- | ------------------------------------------------------------------------ |
| 6 sierpnia  | East West Bank Classic Los Angeles kategoria II            | Ana Ivanović                       | 7:5, 6:4       | Nadieżda Pietrowa              | Jelena Janković Marija Szarapowa    | Jelena Diemientjewa Virginie Razzano Marija Kirilenko Wiktoryja Azaranka |
| 6 sierpnia  | East West Bank Classic Los Angeles kategoria II            | Květa Peschke Rennae Stubbs        | 6:0, 6:1       | Mara Santangelo Alicia Molik   | Jelena Janković Marija Szarapowa    | Jelena Diemientjewa Virginie Razzano Marija Kirilenko Wiktoryja Azaranka |
| 13 sierpnia | Rogers Cup Toronto kategoria I                             | Justine Henin                      | 7:6(3), 7:5    | Jelena Janković                | Yan Zi Tatiana Golovin              | Nadieżda Pietrowa Marion Bartoli Virginie Razzano Swieta Kuzniecowa      |
| 13 sierpnia | Rogers Cup Toronto kategoria I                             | Katarina Srebotnik Ai Sugiyama     | 6:4, 2:6, 10:5 | Cara Black Liezel Huber        | Yan Zi Tatiana Golovin              | Nadieżda Pietrowa Marion Bartoli Virginie Razzano Swieta Kuzniecowa      |
| 20 sierpnia | Pilot Pen Tennis New Haven kategoria II                    | S. Kuzniecowa                      | 4:6, 3:0 krecz | Ágnes Szávay                   | Jelena Diemientjewa Eleni Daniilidu | F. Schiavone Marion Bartoli Dinara Safina Alona Bondarenko               |
| 20 sierpnia | Pilot Pen Tennis New Haven kategoria II                    | Sania Mirza Mara Santangelo        | 6:1, 6:2       | Cara Black Liezel Huber        | Jelena Diemientjewa Eleni Daniilidu | F. Schiavone Marion Bartoli Dinara Safina Alona Bondarenko               |
| 20 sierpnia | Forest Hills SE WTA Tour Classic Forest Hills kategoria IV | Gisela Dulko                       | 6:2, 6:2       | Virginie Razzano               | Nathalie Dechy Jelena Wiesnina      | Aiko Nakamura Audra Cohen Akiko Morigami Meilen Tu                       |
| 20 sierpnia | Forest Hills SE WTA Tour Classic Forest Hills kategoria IV | turniej deblowy nie był rozgrywany |                |                                | Nathalie Dechy Jelena Wiesnina      | Aiko Nakamura Audra Cohen Akiko Morigami Meilen Tu                       |
| 27 sierpnia | US Open Nowy Jork Wielki Szlem                             | Justine Henin                      | 6:1, 6:3       | Swieta Kuzniecowa              | Anna Czakwetadze Venus Williams     | Serena Williams Jelena Janković Ágnes Szávay Szachar Pe’er               |
| 27 sierpnia | US Open Nowy Jork Wielki Szlem                             | Nathalie Dechy Dinara Safina       | 6:4, 6:2       | Chan Yung-jan Chuang Chia-jung | Anna Czakwetadze Venus Williams     | Serena Williams Jelena Janković Ágnes Szávay Szachar Pe’er               |

## Wrzesień
| Data        | Turniej                                                   | Zwyciężczynie                   | Wynik            | Finalistki                       | Półfinalistki                      | Ćwierćfinalistki                                                   |
| ----------- | --------------------------------------------------------- | ------------------------------- | ---------------- | -------------------------------- | ---------------------------------- | ------------------------------------------------------------------ |
| 10 września | Commonwealth Bank Tennis Classic Bali kategoria III       | Lindsay Davenport               | 6:4, 3:6, 6:2    | Daniela Hantuchová               | Sara Errani Sorana Cîrstea         | Jelena Janković Aiko Nakamura Edina Gallovits Ayumi Morita         |
| 10 września | Commonwealth Bank Tennis Classic Bali kategoria III       | Ji Chunmei Sun Shengnan         | 6:3, 6:2         | Jill Craybas Natalie Grandin     | Sara Errani Sorana Cîrstea         | Jelena Janković Aiko Nakamura Edina Gallovits Ayumi Morita         |
| 17 września | China Open Pekin kategoria II                             | Ágnes Szávay                    | 6:7(7), 7:5, 6:2 | Jelena Janković                  | Lindsay Davenport Peng Shuai       | María Salerni Amélie Mauresmo Jelena Diemientjewa Akiko Morigami   |
| 17 września | China Open Pekin kategoria II                             | Chuang Chia-jung Hsieh Su-wei   | 7:6(2), 6:3      | Han Xinyun Xu Yifan              | Lindsay Davenport Peng Shuai       | María Salerni Amélie Mauresmo Jelena Diemientjewa Akiko Morigami   |
| 17 września | Sunfeast Open Kalkuta kategoria III                       | Marija Kirilenko                | 6:0, 6:2         | Marija Korytcewa                 | Daniela Hantuchová Anne Keothavong | Chan Yung-jan Flavia Pennetta Tacciana Puczak Cippora Obziler      |
| 17 września | Sunfeast Open Kalkuta kategoria III                       | Vania King Ałła Kudriawcewa     | 6:1, 6:4         | Alberta Brianti Marija Korytcewa | Daniela Hantuchová Anne Keothavong | Chan Yung-jan Flavia Pennetta Tacciana Puczak Cippora Obziler      |
| 17 września | Banka Koper Slovenia Open Portorož kategoria IV           | Tatiana Golovin                 | 2:6, 6:4, 6:4    | Katarina Srebotnik               | Wiera Duszewina Gisela Dulko       | Meilen Tu Sybille Bammer Émilie Loit Wiera Zwonariowa              |
| 17 września | Banka Koper Slovenia Open Portorož kategoria IV           | Lucie Hradecká Renata Voráčová  | 5:7, 6:4, 10:7   | Andreja Klepač Jelena Lichowcewa | Wiera Duszewina Gisela Dulko       | Meilen Tu Sybille Bammer Émilie Loit Wiera Zwonariowa              |
| 24 września | FORTIS Championships Luxembourg Luksemburg kategoria II   | Ana Ivanović                    | 3:6, 6:4, 6:4    | Daniela Hantuchová               | Wiera Zwonariowa Marion Bartoli    | Tatiana Golovin Wiktoryja Azaranka Patty Schnyder Anna Czakwetadze |
| 24 września | FORTIS Championships Luxembourg Luksemburg kategoria II   | Iveta Benešová Janette Husárová | 6:4, 6:2         | Wiktoryja Azaranka Szachar Pe’er | Wiera Zwonariowa Marion Bartoli    | Tatiana Golovin Wiktoryja Azaranka Patty Schnyder Anna Czakwetadze |
| 24 września | Guangzhou International Women’s Open Kanton kategoria III | Virginie Razzano                | 6:0, 6:3         | Cippora Obziler                  | An. Rodionowa Dominika Cibulková   | Anabel Medina Virginia Ruano Raluca Olaru Alicia Molik             |
| 24 września | Guangzhou International Women’s Open Kanton kategoria III | Peng Shuai Yan Zi               | 6:3, 6:4         | Vania King Sun Tiantian          | An. Rodionowa Dominika Cibulková   | Anabel Medina Virginia Ruano Raluca Olaru Alicia Molik             |
| 24 września | Hansol Korea Open TC Seul kategoria IV                    | Venus Williams                  | 6:3, 1:6, 6:4    | Marija Kirilenko                 | Flavia Pennetta Eleni Daniilidu    | Marta Domachowska Ayumi Morita Catalina Castaño Ágnes Szávay       |
| 24 września | Hansol Korea Open TC Seul kategoria IV                    | Chuang Chia-jung Hsieh Su-wei   | 6:2, 6:2         | Eleni Daniilidu Jasmin Wöhr      | Flavia Pennetta Eleni Daniilidu    | Marta Domachowska Ayumi Morita Catalina Castaño Ágnes Szávay       |

## Październik
| Data            | Turniej                                          | Zwyciężczynie                      | Wynik          | Finalistki                         | Półfinalistki                        | Ćwierćfinalistki                                                          |
| --------------- | ------------------------------------------------ | ---------------------------------- | -------------- | ---------------------------------- | ------------------------------------ | ------------------------------------------------------------------------- |
| 1 października  | Porsche Tennis Grand Prix Stuttgart kategoria II | Justine Henin                      | 2:6, 6:2, 6:1  | Tatiana Golovin                    | Jelena Janković Swietłana Kuzniecowa | Jelena Diemientjewa Nadieżda Pietrowa Kateryna Bondarenko Serena Williams |
| 1 października  | Porsche Tennis Grand Prix Stuttgart kategoria II | Květa Peschke Rennae Stubbs        | 6:7, 7:6, 10-2 | Chan Yung-jan Dinara Safina        | Jelena Janković Swietłana Kuzniecowa | Jelena Diemientjewa Nadieżda Pietrowa Kateryna Bondarenko Serena Williams |
| 1 października  | AIG Japan Open TC Tokio kategoria III            | Virginie Razzano                   | 4:6, 7:6, 6:4  | Venus Williams                     | Caroline Wozniacki Flavia Pennetta   | Alicia Molik Klára Zakopalová Camille Pin Sania Mirza                     |
| 1 października  | AIG Japan Open TC Tokio kategoria III            | Sun Tiantian Yan Zi                | 1:6, 6:2, 10-6 | Chan Yung-jan Vania King           | Caroline Wozniacki Flavia Pennetta   | Alicia Molik Klára Zakopalová Camille Pin Sania Mirza                     |
| 1 października  | Tashkent Open Taszkent kategoria IV              | P. Parmentier                      | 7:5, 6:2       | Wiktoryja Azaranka                 | Jelena Wiesnina Wolha Hawarcowa      | Ksienija Pałkina Raluca Olaru Katie O’Brien A. Amanmuradova               |
| 1 października  | Tashkent Open Taszkent kategoria IV              | E.Dzechalewicz Anastasija Jakimawa | 2:6, 6:4, 10-7 | Tacciana Puczak Ana Rodionowa      | Jelena Wiesnina Wolha Hawarcowa      | Ksienija Pałkina Raluca Olaru Katie O’Brien A. Amanmuradova               |
| 8 października  | Kremlin Cup Moskwa kategoria I                   | J. Diemientjewa                    | 5:7, 6:1, 6:1  | Serena Williams                    | Dinara Safina Swieta Kuzniecowa      | Wiktoryja Azaranka Wiera Duszewina Nicole Vaidišová Wiera Zwonariowa      |
| 8 października  | Kremlin Cup Moskwa kategoria I                   | Cara Black Liezel Huber            | 4:6, 6:1, 10-7 | Wiktoryja Azaranka Tacciana Puczak | Dinara Safina Swieta Kuzniecowa      | Wiktoryja Azaranka Wiera Duszewina Nicole Vaidišová Wiera Zwonariowa      |
| 8 października  | PTT Bangkok Open Bangkok kategoria III           | Flavia Pennetta                    | 6:1, 6:3       | Chan Yung-jan                      | Venus Williams Yan Zi                | Szachar Pe’er Camille Pin Urszula Radwańska Vania King                    |
| 8 października  | PTT Bangkok Open Bangkok kategoria III           | Sun Tiantian Yan Zi                | walkower       | Ayumi Morita Junri Namigata        | Venus Williams Yan Zi                | Szachar Pe’er Camille Pin Urszula Radwańska Vania King                    |
| 15 października | Zurich Open Zurych kategoria I                   | Justine Henin                      | 6:4, 6:4       | Tatiana Golovin                    | Nicole Vaidišová F. Schiavone        | A. Radwańska S. Kuzniecowa Marion Bartoli Alona Bondarenko                |
| 15 października | Zurich Open Zurych kategoria I                   | Květa Peschke Rennae Stubbs        | 7:5, 7:6(1)    | Lisa Raymond F. Schiavone          | Nicole Vaidišová F. Schiavone        | A. Radwańska S. Kuzniecowa Marion Bartoli Alona Bondarenko                |
| 22 października | Generali Ladies Linz Linz kategoria II           | D. Hantuchová                      | 6:4, 6:2       | Patty Schnyder                     | Marion Bartoli Nicole Vaidišová      | Anna Czakwetadze Dinara Safina Julija Wakułenko Alona Bondarenko          |
| 22 października | Generali Ladies Linz Linz kategoria II           | Cara Black Liezel Huber            | 6:2, 3:6, 10-8 | Katarina Srebotnik Ai Sugiyama     | Marion Bartoli Nicole Vaidišová      | Anna Czakwetadze Dinara Safina Julija Wakułenko Alona Bondarenko          |
| 29 października | Bell Challenge Québec kategoria III              | L. Davenport                       | 6:4, 6:1       | Julija Wakułenko                   | Julie Ditty Wiera Zwonariowa         | Olga Puczkowa Wolha Hawarcowa Vania King Stéphanie Foretz                 |
| 29 października | Bell Challenge Québec kategoria III              | Christina Fusano Raquel Kops-Jones | 6:2, 7:6(6)    | Stéphanie Dubois Renata Voráčová   | Julie Ditty Wiera Zwonariowa         | Olga Puczkowa Wolha Hawarcowa Vania King Stéphanie Foretz                 |

## Listopad
| Data        | Turniej                                             | Zwyciężczynie           | Wynik          | Finalistki                     | Półfinalistki                 | Ćwierćfinalistki                                                                    |
| ----------- | --------------------------------------------------- | ----------------------- | -------------- | ------------------------------ | ----------------------------- | ----------------------------------------------------------------------------------- |
| 4 listopada | Sony Ericsson Championships Madryt Turniej Mistrzyń | Justine Henin           | 5:7, 7:5, 6:3  | Marija Szarapowa               | Anna Czakwetadze Ana Ivanović | Swieta Kuzniecowa Jelena Janković Marion Bartoli Daniela Hantuchová Serena Williams |
| 4 listopada | Sony Ericsson Championships Madryt Turniej Mistrzyń | Cara Black Liezel Huber | 5:7, 6:3, 10:8 | Katarina Srebotnik Ai Sugiyama | Anna Czakwetadze Ana Ivanović | Swieta Kuzniecowa Jelena Janković Marion Bartoli Daniela Hantuchová Serena Williams |

## Wygrane turnieje

### gra pojedyncza – klasyfikacja tenisistek
| Lp | Wygrane | Tenisistka              | Państwo           |
| 1  | 10      | Justine Henin           | Belgia            |
| 2  | 4       | Jelena Janković         | Serbia            |
|    | 4       | Anna Czakwetadze        | Rosja             |
| 3  | 3       | Venus Williams          | Stany Zjednoczone |
|    | 3       | Ana Ivanović            | Serbia            |
| 4  | 2       | Serena Williams         | Stany Zjednoczone |
|    | 2       | Gisela Dulko            | Argentyna         |
|    | 2       | Ágnes Szávay            | Węgry             |
|    | 2       | Tatiana Golovin         | Francja           |
|    | 2       | Virginie Razzano        | Francja           |
|    | 2       | Jelena Diemientjewa     | Rosja             |
|    | 2       | Daniela Hantuchová      | Słowacja          |
|    | 2       | Lindsay Davenport       | Stany Zjednoczone |
| 5  | 1       | Dinara Safina           | Rosja             |
|    | 1       | Kim Clijsters           | Belgia            |
|    | 1       | Martina Hingis          | Szwajcaria        |
|    | 1       | Sybille Bammer          | Austria           |
|    | 1       | Nadieżda Pietrowa       | Rosja             |
|    | 1       | Amélie Mauresmo         | Francja           |
|    | 1       | Jarosława Szwiedowa     | Rosja             |
|    | 1       | Roberta Vinci           | Włochy            |
|    | 1       | Émilie Loit             | Francja           |
|    | 1       | Gréta Arn               | Niemcy            |
|    | 1       | Akiko Morigami          | Japonia           |
|    | 1       | Milagros Sequera        | Wenezuela         |
|    | 1       | Anabel Medina Garrigues | Hiszpania         |
|    | 1       | Meghann Shaughnessy     | Stany Zjednoczone |
|    | 1       | Francesca Schiavone     | Włochy            |
|    | 1       | Agnieszka Radwańska     | Polska            |
|    | 1       | Marija Szarapowa        | Rosja             |
|    | 1       | Swietłana Kuzniecowa    | Rosja             |
|    | 1       | Marija Kirilenko        | Rosja             |
|    | 1       | Pauline Parmentier      | Francja           |
|    | 1       | Flavia Pennetta         | Włochy            |

### gra pojedyncza – klasyfikacja państw
| Lp | Państwo           | Turnieje |
| 1  | Rosja             | 12       |
| 2  | Belgia            | 11       |
| 3  | Stany Zjednoczone | 8        |
| 4  | Serbia            | 7        |
|    | Francja           | 7        |
| 5  | Włochy            | 3        |
| 6  | Argentyna         | 2        |
|    | Węgry             | 2        |
|    | Słowacja          | 2        |
| 7  | Szwajcaria        | 1        |
|    | Austria           | 1        |
|    | Niemcy            | 1        |
|    | Japonia           | 1        |
|    | Wenezuela         | 1        |
|    | Hiszpania         | 1        |
|    | Polska            | 1        |

### gra podwójna – klasyfikacja tenisistek
| Lp | Wygrane | Tenisistka              | Państwo                               |
| 1  | 9       | Liezel Huber            | Południowa Afryka · Stany Zjednoczone |
|    | 9       | Cara Black              | Zimbabwe                              |
| 2  | 5       | Lisa Raymond            | Stany Zjednoczone                     |
|    | 5       | Samantha Stosur         | Australia                             |
|    | 5       | Mara Santangelo         | Włochy                                |
|    | 5       | Chuang Chia-jung        | Chińskie Tajpej                       |
|    | 5       | Yan Zi                  | Chiny                                 |
| 3  | 4       | Sania Mirza             | Indie                                 |
| 4  | 3       | Chan Yung-jan           | Chińskie Tajpej                       |
|    | 3       | Katarina Srebotnik      | Słowenia                              |
|    | 3       | Rennae Stubbs           | Australia                             |
|    | 3       | Květa Peschke           | Czechy                                |
| 5  | 2       | Lourdes Domínguez Lino  | Hiszpania                             |
|    | 2       | Paola Suárez            | Argentyna                             |
|    | 2       | Nicole Pratt            | Australia                             |
|    | 2       | Zheng Jie               | Chiny                                 |
|    | 2       | Arantxa Parra Santonja  | Hiszpania                             |
|    | 2       | Dinara Safina           | Rosja                                 |
|    | 2       | Nathalie Dechy          | Francja                               |
|    | 2       | Lucie Hradecká          | Czechy                                |
|    | 2       | Renata Voráčová         | Czechy                                |
|    | 2       | Vania King              | Stany Zjednoczone                     |
|    | 2       | Janette Husárová        | Słowacja                              |
|    | 2       | Hsieh Su-wei            | Chińskie Tajpej                       |
|    | 2       | Sun Tiantian            | Chiny                                 |
| 6  | 1       | Jelena Lichowcewa       | Rosja                                 |
|    | 1       | Jelena Wiesnina         | Rosja                                 |
|    | 1       | Meghann Shaughnessy     | Stany Zjednoczone                     |
|    | 1       | Anna-Lena Grönefeld     | Niemcy                                |
|    | 1       | Bryanne Stewart         | Australia                             |
|    | 1       | Martina Hingis          | Szwajcaria                            |
|    | 1       | Marija Kirilenko        | Rosja                                 |
|    | 1       | Ágnes Szávay            | Węgry                                 |
|    | 1       | Vladimíra Uhlířová      | Czechy                                |
|    | 1       | Andreea Ehritt-Vanc     | Rumunia                               |
|    | 1       | Anastasija Rodionowa    | Rosja                                 |
|    | 1       | Tetiana Perebyjnis      | Ukraina                               |
|    | 1       | Wiera Duszewina         | Rosja                                 |
|    | 1       | Andrea Hlaváčková       | Czechy                                |
|    | 1       | Petra Cetkovská         | Czechy                                |
|    | 1       | Agnieszka Radwańska     | Polska                                |
|    | 1       | Urszula Radwańska       | Polska                                |
|    | 1       | Alicia Molik            | Australia                             |
|    | 1       | Nuria Llagostera Vives  | Hiszpania                             |
|    | 1       | Szachar Pe’er           | Izrael                                |
|    | 1       | Anabel Medina Garrigues | Hiszpania                             |
|    | 1       | Virginia Ruano Pascual  | Hiszpania                             |
|    | 1       | Marija Korytcewa        | Ukraina                               |
|    | 1       | Darja Kustawa           | Białoruś                              |
|    | 1       | Ai Sugiyama             | Japonia                               |
|    | 1       | Ji Chunmei              | Chiny                                 |
|    | 1       | Sun Shengnan            | Chiny                                 |
|    | 1       | Ałła Kudriawcewa        | Rosja                                 |
|    | 1       | Iveta Benešová          | Czechy                                |
|    | 1       | Peng Shuai              | Chiny                                 |
|    | 1       | Anastasija Jakimawa     | Białoruś                              |
|    | 1       | Kaciaryna Dziehalewicz  | Białoruś                              |
|    | 1       | Christina Fusano        | Stany Zjednoczone                     |
|    | 1       | Raquel Kops-Jones       | Stany Zjednoczone                     |

### gra podwójna – klasyfikacja państw
| Lp | Państwo           | Turnieje |
| 1  | Stany Zjednoczone | 15       |
| 2  | Chiny             | 12       |
|    | Australia         | 12       |
| 3  | Czechy            | 11       |
| 4  | Chińskie Tajpej   | 10       |
| 5  | Zimbabwe          | 9        |
| 6  | Rosja             | 8        |
| 7  | Hiszpania         | 7        |
| 8  | Południowa Afryka | 5        |
|    | Włochy            | 5        |
| 9  | Indie             | 4        |
| 10 | Słowenia          | 3        |
|    | Białoruś          | 3        |
| 11 | Argentyna         | 2        |
|    | Ukraina           | 2        |
|    | Polska            | 2        |
|    | Francja           | 2        |
|    | Słowacja          | 2        |
| 12 | Niemcy            | 1        |
|    | Szwajcaria        | 1        |
|    | Węgry             | 1        |
|    | Rumunia           | 1        |
|    | Izrael            | 1        |
|    | Japonia           | 1        |

### ogólna klasyfikacja tenisistek
| Lp | Tenisistka              | Singel | Debel | Mikst | Suma |
| 1  | Justine Henin           | 10     | -     | -     | 10   |
| 2  | / Liezel Huber          | -      | 9     | -     | 9    |
|    | Cara Black              | -      | 9     | -     | 9    |
| 3  | Jelena Janković         | 4      | -     | 1     | 5    |
|    | Lisa Raymond            | -      | 5     | -     | 5    |
|    | Samantha Stosur         | -      | 5     | -     | 5    |
|    | Mara Santangelo         | -      | 5     | -     | 5    |
|    | Chuang Chia-jung        | -      | 5     | -     | 5    |
|    | Yan Zi                  | -      | 5     | -     | 5    |
| 4  | Anna Czakwetadze        | 4      | -     | -     | 4    |
|    | Sania Mirza             | -      | 4     | -     | 4    |
| 5  | Chan Yung-jan           | -      | 3     | -     | 3    |
|    | Katarina Srebotnik      | -      | 3     | -     | 3    |
|    | Dinara Safina           | 1      | 2     | -     | 3    |
|    | Nathalie Dechy          | -      | 2     | 1     | 3    |
|    | Ágnes Szávay            | 2      | 1     | -     | 3    |
|    | Venus Williams          | 3      | -     | -     | 3    |
|    | Ana Ivanović            | 3      | -     | -     | 3    |
|    | Rennae Stubbs           | -      | 3     | -     | 3    |
|    | Květa Peschke           | -      | 3     | -     | 3    |
| 6  | Serena Williams         | 2      | -     | -     | 2    |
|    | Gisela Dulko            | 2      | -     | -     | 2    |
|    | Martina Hingis          | 1      | 1     | -     | 2    |
|    | Meghann Shaughnessy     | 1      | 1     | -     | 2    |
|    | Agnieszka Radwańska     | 1      | 1     | -     | 2    |
|    | Jelena Lichowcewa       | -      | 1     | 1     | 2    |
|    | Lourdes Domínguez Lino  | -      | 2     | -     | 2    |
|    | Paola Suárez            | -      | 2     | -     | 2    |
|    | Nicole Pratt            | -      | 2     | -     | 2    |
|    | Zheng Jie               | -      | 2     | -     | 2    |
|    | Arantxa Parra Santonja  | -      | 2     | -     | 2    |
|    | Lucie Hradecká          | -      | 2     | -     | 2    |
|    | Renata Voráčová         | -      | 2     | -     | 2    |
|    | Marija Kirilenko        | 1      | 1     | -     | 2    |
|    | Vania King              | -      | 2     | -     | 2    |
|    | Tatiana Golovin         | 2      | -     | -     | 2    |
|    | Janette Husárová        | -      | 2     | -     | 2    |
|    | Hsieh Su-wei            | -      | 2     | -     | 2    |
|    | Virginie Razzano        | 2      | -     | -     | 2    |
|    | Jelena Diemientjewa     | 2      | -     | -     | 2    |
|    | Sun Tiantian            | -      | 2     | -     | 2    |
|    | Daniela Hantuchová      | 2      | -     | -     | 2    |
|    | Lindsay Davenport       | 2      | -     | -     | 2    |
| 7  | Kim Clijsters           | 1      | -     | -     | 1    |
|    | Anna-Lena Grönefeld     | -      | 1     | -     | 1    |
|    | Jelena Wiesnina         | -      | 1     | -     | 1    |
|    | Nadieżda Pietrowa       | 1      | -     | -     | 1    |
|    | Sybille Bammer          | 1      | -     | -     | 1    |
|    | Amélie Mauresmo         | 1      | -     | -     | 1    |
|    | Jarosława Szwiedowa     | 1      | -     | -     | 1    |
|    | Bryanne Stewart         | -      | 1     | -     | 1    |
|    | Roberta Vinci           | 1      | -     | -     | 1    |
|    | Émilie Loit             | 1      | -     | -     | 1    |
|    | Vladimíra Uhlířová      | -      | 1     | -     | 1    |
|    | Wiera Duszewina         | -      | 1     | -     | 1    |
|    | Tetiana Perebyjnis      | -      | 1     | -     | 1    |
|    | Gréta Arn               | 1      | -     | -     | 1    |
|    | Andreea Ehritt-Vanc     | -      | 1     | -     | 1    |
|    | Anastasija Rodionowa    | -      | 1     | -     | 1    |
|    | Akiko Morigami          | 1      | -     | -     | 1    |
|    | Andrea Hlaváčková       | -      | 1     | -     | 1    |
|    | Petra Cetkovská         | -      | 1     | -     | 1    |
|    | Milagros Sequera        | 1      | -     | -     | 1    |
|    | Urszula Radwańska       | -      | 1     | -     | 1    |
|    | Alicia Molik            | -      | 1     | -     | 1    |
|    | Nuria Llagostera Vives  | -      | 1     | -     | 1    |
|    | Bethanie Mattek         | -      | 1     | -     | 1    |
|    | Marija Korytcewa        | -      | 1     | -     | 1    |
|    | Darja Kustawa           | -      | 1     | -     | 1    |
|    | Szachar Pe’er           | -      | 1     | -     | 1    |
|    | Francesca Schiavone     | 1      | -     | -     | 1    |
|    | Marija Szarapowa        | 1      | -     | -     | 1    |
|    | Anabel Medina Garrigues | 1      | -     | -     | 1    |
|    | Virginia Ruano Pascual  | -      | 1     | -     | 1    |
|    | Ai Sugiyama             | -      | 1     | -     | 1    |
|    | Swietłana Kuzniecowa    | 1      | -     | -     | 1    |
|    | Wiktoryja Azaranka      | -      | -     | 1     | 1    |
|    | Sun Shengnan            | -      | 1     | -     | 1    |
|    | Ji Chunmei              | -      | 1     | -     | 1    |
|    | Ałła Kudriawcewa        | -      | 1     | -     | 1    |
|    | Iveta Benešová          | -      | 1     | -     | 1    |
|    | Peng Shuai              | -      | 1     | -     | 1    |
|    | Pauline Parmentier      | 1      | -     | -     | 1    |
|    | Kaciaryna Dziehalewicz  | -      | 1     | -     | 1    |
|    | Anastasija Jakimawa     | -      | 1     | -     | 1    |
|    | Flavia Pennetta         | 1      | -     | -     | 1    |
|    | Christina Fusano        | -      | 1     | -     | 1    |
|    | Raquel Kops-Jones       | -      | 1     | -     | 1    |

### ogólna klasyfikacja państw
| Lp | Państwo           | Singel | Debel | Mikst | Suma |
| 1  | Stany Zjednoczone | 8      | 15    | -     | 23   |
| 2  | Rosja             | 12     | 7     | 1     | 20   |
| 3  | Chiny             | -      | 12    | -     | 12   |
|    | Australia         | -      | 12    | -     | 12   |
| 4  | Czechy            | -      | 11    | -     | 11   |
|    | Belgia            | 11     | -     | -     | 11   |
| 5  | Chińskie Tajpej   | -      | 10    | -     | 10   |
|    | Francja           | 5      | 4     | 1     | 10   |
| 6  | Zimbabwe          | -      | 9     | -     | 9    |
| 7  | Hiszpania         | 1      | 7     | -     | 8    |
|    | Serbia            | 7      | -     | 1     | 8    |
|    | Włochy            | 3      | 5     | -     | 8    |
| 8  | Południowa Afryka | -      | 6     | -     | 6    |
| 9  | Argentyna         | 2      | 2     | -     | 4    |
|    | Indie             | -      | 4     | -     | 4    |
|    | Białoruś          | -      | 3     | 1     | 4    |
|    | Słowacja          | 2      | 2     | -     | 4    |
| 10 | Polska            | 1      | 2     | -     | 3    |
|    | Słowenia          | -      | 3     | -     | 3    |
|    | Węgry             | 2      | 1     | -     | 3    |
| 11 | Szwajcaria        | 1      | 1     | -     | 2    |
|    | Niemcy            | 1      | 1     | -     | 2    |
|    | Japonia           | 1      | 1     | -     | 2    |
| 12 | Ukraina           | -      | 1     | -     | 1    |
|    | Austria           | 1      | -     | -     | 1    |
|    | Wenezuela         | 1      | -     | -     | 1    |
|    | Izrael            | -      | 1     | -     | 1    |
|    | Rumunia           | -      | 1     | -     | 1    |

## Obronione tytuły
- Amélie Mauresmo – Antwerpia
- Justine Henin – Dubaj, Roland Garros, Eastbourne, Sony Ericsson Championships
- Marija Szarapowa – San Diego

## Liderki rankingów WTA w sezonie 2007

### Sony Ericsson WTA singlowy
| Lp | Tenisistka             | Data             | Ostatnio         |
| 1  | Justine Henin-Hardenne | 1 stycznia 2007  | 28 stycznia 2007 |
| 2  | Marija Szarapowa       | 29 stycznia 2007 | 18 marca 2007    |
| 3  | Justine Henin          | 19 marca 2007    | do końca sezonu  |

### Sony Ericsson WTA deblowy
| Lp | Tenisistka      | Data              | Ostatnio        |
| 1  | Samantha Stosur | 1 stycznia 2007   | 8 kwietnia 2007 |
| 1  | Lisa Raymond    | 1 stycznia 2007   | 10 czerwca 2007 |
| 2  | Cara Black      | 11 czerwca 2007   | 24 czerwca 2007 |
| 3  | Lisa Raymond    | 25 czerwca 2007   | 8 lipca 2007    |
| 4  | Cara Black      | 9 lipca 2007      | do końca sezonu |
| 5  | Liezel Huber    | 12 listopada 2007 | do końca sezonu |

### Champions Race singlowy
| Lp | Tenisistka      | Data             | Ostatnio         |
| 1  | Dinara Safina   | 8 stycznia 2007  | 14 stycznia 2007 |
| 2  | Jelena Janković | 15 stycznia 2007 | 28 stycznia 2007 |
| 3  | Serena Williams | 29 stycznia 2007 | 6 maja 2007      |
| 4  | Jelena Janković | 7 maja 2007      | 8 lipca 2007     |
| 5  | Justine Henin   | 9 lipca 2007     | do końca sezonu  |

### Champions Race deblowy
| Lp | Tenisistka                              | Data             | Ostatnio         |
| 1  | Katarina Srebotnik Dinara Safina        | 8 stycznia 2007  | 14 stycznia 2007 |
| 2  | Meghann Shaughnessy Anna-Lena Grönefeld | 15 stycznia 2007 | 28 stycznia 2007 |
| 3  | Cara Black Liezel Huber                 | 29 stycznia 2007 | do końca sezonu  |

## Wielki Szlem
| Turniej         | Gra pojedyncza  | Gra podwójna                 | Gra mieszana                    |
| Australian Open | Serena Williams | Cara Black Liezel Huber      | Jelena Lichowcewa Daniel Nestor |
| Roland Garros   | Justine Henin   | Alicia Molik Mara Santangelo | Nathalie Dechy Andy Ram         |
| Wimbledon       | Venus Williams  | Cara Black Liezel Huber      | Jelena Janković Jamie Murray    |
| US Open         | Justine Henin   | Nathalie Dechy Dinara Safina | Wiktoryja Azaranka Maks Mirnyj  |